# 형사
형사(刑事, 영어: detective)는 범죄를 수사하고, 범인을 추적 및 검거하는 일을 전문으로 하는 경찰관으로서, 범죄자에게 형사인 것을 들키지 않기 위해 일반적으로 사복을 입고 직무를 수행한다.

## 같이 보기
- 경찰
- 법의학
- 형법
- 형사소송법
- 탐정
- 중요지명 피의자 종합수배
- 《특명 공개수배》
- 《미스터리 형사》
- 《낮과 밤 (드라마)》